# كرغي (تشابهار)
كرغي (بالفارسية: کرگی) هي قرية تقع في قسم باهوكلات الريفي (مقاطعة تشابهار) في إيران. يقدر عدد سكانها بـ 69 نسمة .